# نهر كاما

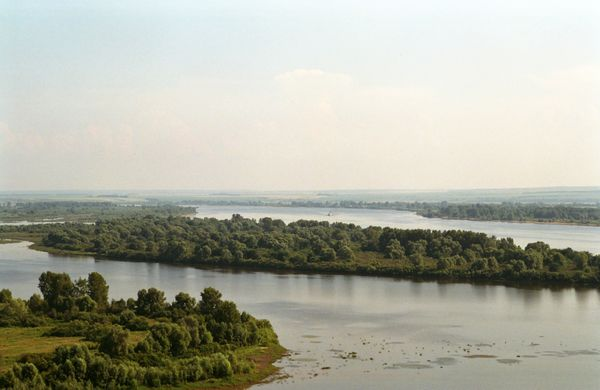
نهر كاما في ييلابوغا.

كاما (بالروسية: река Кама؛ بالتترية السيريلية: Чулман واللاتينية: Çulman؛ بالأدمورتية: Кам) هو نهر رئيسي في روسيا، وهو أطول رافد من الناحية اليسرى لنهر الفولغا وأكثرها تصريفاً، وفي الواقع، هو أكبر من نهر الفولغا قبل المفترق.